# Oleksandr Symonenko (Radsportler)
Oleksandr Serhijowytsch Symonenko (ukrainisch Олександр Сергійович Симоненко; * 14. Februar 1974 in Kirowohrad) ist ein ehemaliger ukrainischer Bahnradsportler.
1992 wurde Oleksandr Symonenko zweifacher Vize-Weltmeister der Junioren in der Einerverfolgung und im Punktefahren. 1995 in Bogotá sowie 1997 in Perth belegte er mit dem ukrainischen Bahnvierer jeweils den zweiten Platz bei UCI-Bahn-Weltmeisterschaften. 1998 bei der Bahn-WM in Bordeaux errang der ukrainische Vierer mit Simonenko den Weltmeistertitel. Bei der Bahn-WM in Antwerpen im Jahr 2001 wurde Symonenko  in der Mannschafts- sowie der Einerverfolgung Doppelweltmeister.
Zweimal nahm Symonenko an Olympischen Spielen teil. Bei den Spielen 2000 in Sydney errang er die Silbermedaille in der Mannschaftsverfolgung (mit Oleksandr Fedenko, Serhij Matwjejew und Ruslan Pidhornyj).